# Sorry Seems to Be the Hardest Word
Sorry Seems to Be the Hardest Word is een nummer van de Britse muzikant Elton John uit 1976. Het is de eerste single van zijn elfde studioalbum Blue Moves.
"Sorry Seems to Be the Hardest Word" is een ballad met een somber geluid. In de tekst rouwt de ik-figuur over zijn relatie die uiteen valt. Elton Johns vaste tekstschrijver Bernie Taupin, die ook dit nummer mede schreef, zei dat het nummer ging over "dat hele idealistische gevoel dat mensen krijgen als ze iets willen redden van de dood, terwijl ze eigenlijk diep van binnen weten dat het al op sterven na dood is". Terwijl bij de meeste nummers Taupin eerst de songteksten schreef, en John later de muziek, schreef John naast de melodie ook de meeste tekst voor "Sorry Seems to Be the Hardest Word". Uiteindelijk maakte Taupin de tekst compleet.
Het nummer werd in diverse, voornamelijk Engelstalige landen een hit. Zo bereikte het de 11e positie in het Verenigd Koninkrijk. Nederland en België waren de enige niet-Engelstalige landen waar de plaat ook een hit werd. In de Nederlandse Top 40 kwam het tot de 14e positie, terwijl het in de Vlaamse Radio 2 Top 30 goed was voor een 25e positie.

## Tracklijst
7"-single
1. "Sorry Seems to Be the Hardest Word" - 3:43
2. "Shoulder Holster" - 5:03

## NPO Radio 2 Top 2000
| Nummer met noteringen in de NPO Radio 2 Top 2000 | '99 | '00  | '01 | '02 | '03 | '04 | '05  | '06  | '07  | '08  | '09  | '10  | '11  | '12  | '13  | '14  | '15  | '16  | '17  | '18  | '19  | '20  | '21  | '22  | '23  | '24  |
| ------------------------------------------------ | --- | ---- | --- | --- | --- | --- | ---- | ---- | ---- | ---- | ---- | ---- | ---- | ---- | ---- | ---- | ---- | ---- | ---- | ---- | ---- | ---- | ---- | ---- | ---- | ---- |
| Sorry Seems to Be the Hardest Word               | 757 | 1080 | 890 | 964 | 856 | 841 | 1037 | 1306 | 1448 | 1123 | 1392 | 1391 | 1293 | 1853 | 1519 | 1688 | 1810 | 1807 | 1549 | 1822 | 1504 | 1558 | 1522 | 1582 | 1625 | 1629 |

1. ↑  Een vetgedrukt getal geeft de hoogste notering aan.

## Versie met Blue
In 2003 werd de single gecoverd door de Britse boyband Blue in samenwerking met Elton John, dit als tweede single van One Love, het tweede studioalbum van Blue. Hugh Goldsmith, één van de producers van Blue, zei dat de groep een coverversie op moest nemen om zo hun album af te maken. Blue-lid Lee Ryan kwam met het idee om een cover van "Sorry Seems to Be the Hardest Word" op te nemen, omdat dat zijn favoriete nummer aller tijden was. De leden van Blue vroegen of Elton John zelf ook een bijdrage wilde leveren op de cover. Aanvankelijk dachten de leden dat John alleen de piano zou verzorgen, maar John stelde zelf voor om ook een deel opnieuw in te zingen.
De single werd opnieuw een wereldwijde hit en deed het internationaal zelfs beter dan het origineel. In zowel het Verenigd Koninkrijk als de Nederlandse Top 40 stond de plaat meerdere weken op de eerste plaats in de hitlijsten. Voor John betekende dit zijn vierde nummer 1-hit in Nederland. In de Vlaamse Ultratop 50 kwam het tot de 3e positie.

### Tracklijst
UK CD1
1. "Sorry Seems to Be the Hardest Word" (radioversie) – 3:31
2. "Lonely This Christmas" – 2:08
3. "Sorry Seems to Be the Hardest Word" (Ruffin Ready Soul Mix) – 3:51
4. Video interactive element – 3:30

UK CD2
1. "Sorry Seems to Be the Hardest Word" (radioversie) – 3:31
2. "Album Medley" – 5:44
3. "Sweet Thing" – 3:38
4. Video interactive element – 3:30

UK cassette single
1. "Sorry Seems to Be the Hardest Word" (radioversie) – 3:31
2. "Album Medley" – 5:44
3. "Sweet Thing" – 3:38

### Hitnoteringen
| Sorry Seems to Be the Hardest Word in de Nederlandse Top 40 - binnen: 18 januari 2003 | Sorry Seems to Be the Hardest Word in de Nederlandse Top 40 - binnen: 18 januari 2003 | Sorry Seems to Be the Hardest Word in de Nederlandse Top 40 - binnen: 18 januari 2003 | Sorry Seems to Be the Hardest Word in de Nederlandse Top 40 - binnen: 18 januari 2003 | Sorry Seems to Be the Hardest Word in de Nederlandse Top 40 - binnen: 18 januari 2003 | Sorry Seems to Be the Hardest Word in de Nederlandse Top 40 - binnen: 18 januari 2003 | Sorry Seems to Be the Hardest Word in de Nederlandse Top 40 - binnen: 18 januari 2003 | Sorry Seems to Be the Hardest Word in de Nederlandse Top 40 - binnen: 18 januari 2003 | Sorry Seems to Be the Hardest Word in de Nederlandse Top 40 - binnen: 18 januari 2003 | Sorry Seems to Be the Hardest Word in de Nederlandse Top 40 - binnen: 18 januari 2003 | Sorry Seems to Be the Hardest Word in de Nederlandse Top 40 - binnen: 18 januari 2003 | Sorry Seems to Be the Hardest Word in de Nederlandse Top 40 - binnen: 18 januari 2003 | Sorry Seems to Be the Hardest Word in de Nederlandse Top 40 - binnen: 18 januari 2003 | Sorry Seems to Be the Hardest Word in de Nederlandse Top 40 - binnen: 18 januari 2003 | Sorry Seems to Be the Hardest Word in de Nederlandse Top 40 - binnen: 18 januari 2003 | Sorry Seems to Be the Hardest Word in de Nederlandse Top 40 - binnen: 18 januari 2003 | Sorry Seems to Be the Hardest Word in de Nederlandse Top 40 - binnen: 18 januari 2003 | Sorry Seems to Be the Hardest Word in de Nederlandse Top 40 - binnen: 18 januari 2003 | Sorry Seems to Be the Hardest Word in de Nederlandse Top 40 - binnen: 18 januari 2003 |
| Week                                                                                  | 1                                                                                     | 2                                                                                     | 3                                                                                     | 4                                                                                     | 5                                                                                     | 6                                                                                     | 7                                                                                     | 8                                                                                     | 9                                                                                     | 10                                                                                    | 11                                                                                    | 12                                                                                    | 13                                                                                    | 14                                                                                    | 15                                                                                    | 16                                                                                    | 17                                                                                    |                                                                                       |
| ------------------------------------------------------------------------------------- | ------------------------------------------------------------------------------------- | ------------------------------------------------------------------------------------- | ------------------------------------------------------------------------------------- | ------------------------------------------------------------------------------------- | ------------------------------------------------------------------------------------- | ------------------------------------------------------------------------------------- | ------------------------------------------------------------------------------------- | ------------------------------------------------------------------------------------- | ------------------------------------------------------------------------------------- | ------------------------------------------------------------------------------------- | ------------------------------------------------------------------------------------- | ------------------------------------------------------------------------------------- | ------------------------------------------------------------------------------------- | ------------------------------------------------------------------------------------- | ------------------------------------------------------------------------------------- | ------------------------------------------------------------------------------------- | ------------------------------------------------------------------------------------- | ------------------------------------------------------------------------------------- |
| Nummer                                                                                | 13                                                                                    | 4                                                                                     | 2                                                                                     | 1                                                                                     | 1                                                                                     | 1                                                                                     | 1                                                                                     | 1                                                                                     | 2                                                                                     | 2                                                                                     | 4                                                                                     | 8                                                                                     | 10                                                                                    | 17                                                                                    | 29                                                                                    | 30                                                                                    | 32                                                                                    | Uit                                                                                   |

| Sorry Seems to Be the Hardest Word in de Single Top 100 - binnen: 18 januari 2003 | Sorry Seems to Be the Hardest Word in de Single Top 100 - binnen: 18 januari 2003 | Sorry Seems to Be the Hardest Word in de Single Top 100 - binnen: 18 januari 2003 | Sorry Seems to Be the Hardest Word in de Single Top 100 - binnen: 18 januari 2003 | Sorry Seems to Be the Hardest Word in de Single Top 100 - binnen: 18 januari 2003 | Sorry Seems to Be the Hardest Word in de Single Top 100 - binnen: 18 januari 2003 | Sorry Seems to Be the Hardest Word in de Single Top 100 - binnen: 18 januari 2003 | Sorry Seems to Be the Hardest Word in de Single Top 100 - binnen: 18 januari 2003 | Sorry Seems to Be the Hardest Word in de Single Top 100 - binnen: 18 januari 2003 | Sorry Seems to Be the Hardest Word in de Single Top 100 - binnen: 18 januari 2003 | Sorry Seems to Be the Hardest Word in de Single Top 100 - binnen: 18 januari 2003 | Sorry Seems to Be the Hardest Word in de Single Top 100 - binnen: 18 januari 2003 | Sorry Seems to Be the Hardest Word in de Single Top 100 - binnen: 18 januari 2003 | Sorry Seems to Be the Hardest Word in de Single Top 100 - binnen: 18 januari 2003 | Sorry Seems to Be the Hardest Word in de Single Top 100 - binnen: 18 januari 2003 | Sorry Seems to Be the Hardest Word in de Single Top 100 - binnen: 18 januari 2003 | Sorry Seems to Be the Hardest Word in de Single Top 100 - binnen: 18 januari 2003 | Sorry Seems to Be the Hardest Word in de Single Top 100 - binnen: 18 januari 2003 | Sorry Seems to Be the Hardest Word in de Single Top 100 - binnen: 18 januari 2003 | Sorry Seems to Be the Hardest Word in de Single Top 100 - binnen: 18 januari 2003 | Sorry Seems to Be the Hardest Word in de Single Top 100 - binnen: 18 januari 2003 | Sorry Seems to Be the Hardest Word in de Single Top 100 - binnen: 18 januari 2003 | Sorry Seems to Be the Hardest Word in de Single Top 100 - binnen: 18 januari 2003 | Sorry Seems to Be the Hardest Word in de Single Top 100 - binnen: 18 januari 2003 | Sorry Seems to Be the Hardest Word in de Single Top 100 - binnen: 18 januari 2003 | Sorry Seems to Be the Hardest Word in de Single Top 100 - binnen: 18 januari 2003 |
| Week                                                                              | 1                                                                                 | 2                                                                                 | 3                                                                                 | 4                                                                                 | 5                                                                                 | 6                                                                                 | 7                                                                                 | 8                                                                                 | 9                                                                                 | 10                                                                                | 11                                                                                | 12                                                                                | 13                                                                                | 14                                                                                | 15                                                                                | 16                                                                                | 17                                                                                | 18                                                                                | 19                                                                                | 20                                                                                | 21                                                                                | 22                                                                                | 23                                                                                | 24                                                                                |                                                                                   |
| --------------------------------------------------------------------------------- | --------------------------------------------------------------------------------- | --------------------------------------------------------------------------------- | --------------------------------------------------------------------------------- | --------------------------------------------------------------------------------- | --------------------------------------------------------------------------------- | --------------------------------------------------------------------------------- | --------------------------------------------------------------------------------- | --------------------------------------------------------------------------------- | --------------------------------------------------------------------------------- | --------------------------------------------------------------------------------- | --------------------------------------------------------------------------------- | --------------------------------------------------------------------------------- | --------------------------------------------------------------------------------- | --------------------------------------------------------------------------------- | --------------------------------------------------------------------------------- | --------------------------------------------------------------------------------- | --------------------------------------------------------------------------------- | --------------------------------------------------------------------------------- | --------------------------------------------------------------------------------- | --------------------------------------------------------------------------------- | --------------------------------------------------------------------------------- | --------------------------------------------------------------------------------- | --------------------------------------------------------------------------------- | --------------------------------------------------------------------------------- | --------------------------------------------------------------------------------- |
| Nummer                                                                            | 14                                                                                | 2                                                                                 | 2                                                                                 | 1                                                                                 | 1                                                                                 | 1                                                                                 | 1                                                                                 | 2                                                                                 | 2                                                                                 | 2                                                                                 | 3                                                                                 | 8                                                                                 | 11                                                                                | 18                                                                                | 23                                                                                | 30                                                                                | 34                                                                                | 36                                                                                | 39                                                                                | 46                                                                                | 62                                                                                | 70                                                                                | 72                                                                                | 77                                                                                | Uit                                                                               |

## Andere covers
Naast de cover van Blue is het nummer meerdere malen door andere artiesten opgenomen. Onder andere Joe Cocker, Mary J. Blige, Shirley Bassey, Anne Haigis, Clay Aiken, Marty Wilde en Elaine Paige hebben er een nieuwe versie van gemaakt. Elton John zelf heeft het nummer samen met Ray Charles ook een keer opgenomen.